# Abisal
Abisal (tudi abisalna cona) je območje v oceanu 2000-6000m globoko. Temperatura vode je 0-4 °C. Zelo počasni in obsežni podmorski tokovi tečejo v abisalu od polarnih območij proti ekvatorju. Širne abisalne ravnine so na dnu oceanskih kadunj. Abisal je največji biom na Zemlji (50% površine) s precej stalnimi življenjskimi pogoji in značilnim globokomorskim živalstvom, ki se prehranjuje z organskim detritom s površine.